# 자명환
환론에서 자명환(自明環, trivial ring)은 하나의 원소만을 가지는 환으로, 이 경우 덧셈에 대한 항등원과 곱셈에 대한 항등원이 같다. 즉, {\displaystyle 1=0}이다.

## 정의
하나의 원소만을 가진 집합 {\displaystyle \{0\}}에는 유일한 환 구조가 존재한다. 즉 {\displaystyle 0+0=0\cdot 0=0}이다. 이 환을 자명환이라고 한다.

## 성질
자명환은 (1을 가진) 환들의 범주 {\displaystyle \operatorname {Ring} }의 끝 대상이고, (1을 가진) 가환환들의 범주 {\displaystyle \operatorname {CRing} }의 끝 대상이다. 또한, 자명환은 유사환(pseudoring 또는 rng, 1을 가지지 않을 수 있는 환)들의 범주 {\displaystyle \operatorname {Rng} }의 영 대상이다.
자명환은 가환환이지만, 보통 정의상 정역이나 체에는 포함시키지 않는다.

## 참고 문헌
- Sharpe, David (1987). 《Rings and factorization》. Cambridge University Press. 10쪽. ISBN 0-521-33718-6.

## 같이 보기
- 자명군